# إليزابيث نايت
إليزابيث نايت (بالإنجليزية: Elizabeth Knight)‏ هي ممثلة بريطانية، ولدت في 1 نوفمبر 1944 بأكسفورد في المملكة المتحدة، وتوفيت في 22 أغسطس 2005 بهامرسميث في المملكة المتحدة.

## وصلات خارجية
- إليزابيث نايت على موقع IMDb (الإنجليزية)
- إليزابيث نايت على موقع ألو سيني (الفرنسية)
- إليزابيث نايت على موقع أول موفي (الإنجليزية)
- إليزابيث نايت على موقع قاعدة بيانات الأفلام السويدية (السويدية)
- إليزابيث نايت على موقع قاعدة بيانات الفيلم (الإنجليزية)
- إليزابيث نايت على موقع كينوبويسك (الروسية)